# マカタオ族

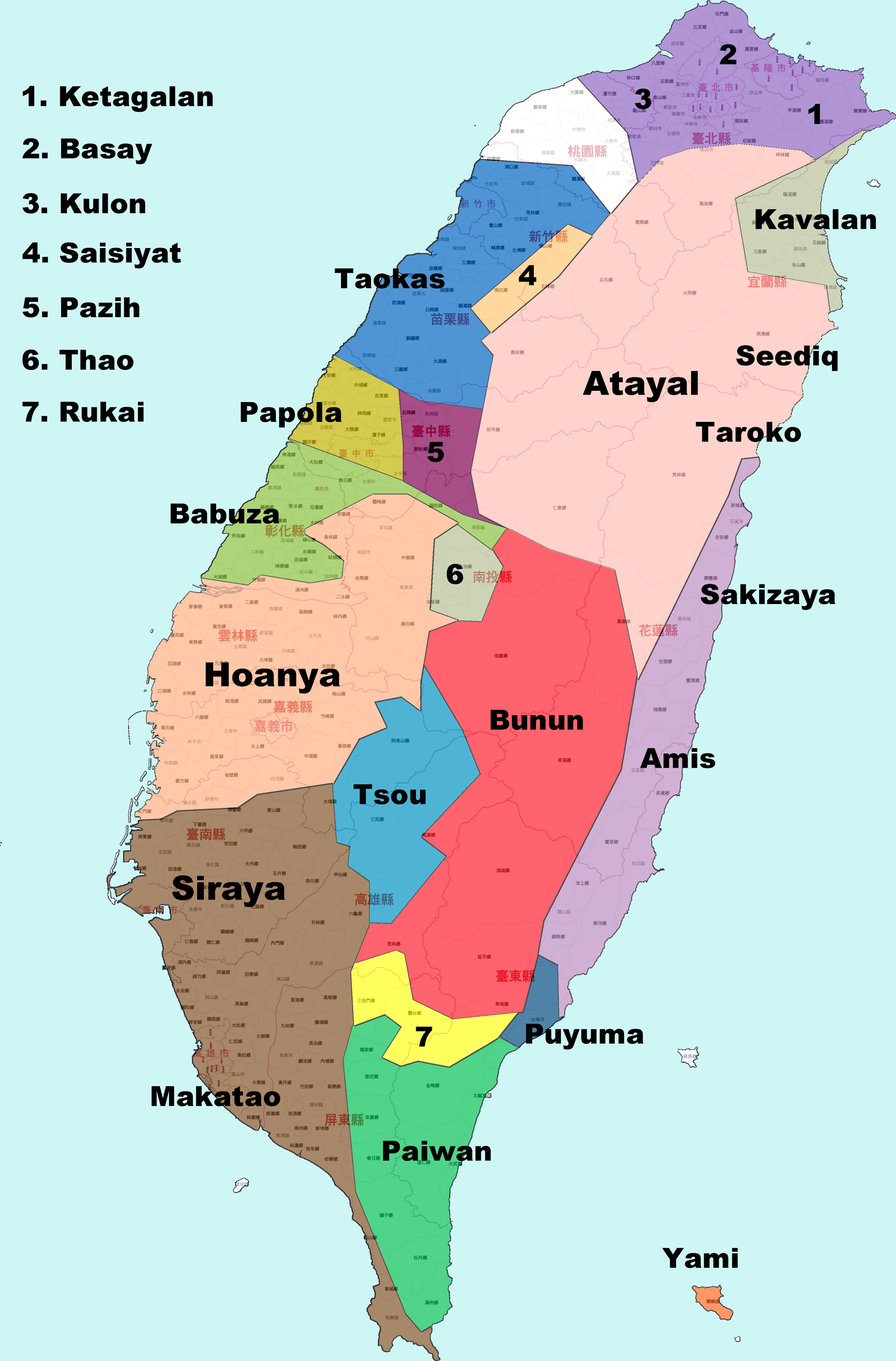
台湾の民族分布。マカタオ族は南西部の海岸地帯

マカタオ族(Makatao／Makatauとも)は台湾先住民に属する民族である。平埔族に分類される。マカット族とも呼ばれる。漢字で馬卡道族と表記される。台湾の高雄市と屏東県に分布している。かつては台湾諸語のマカタオ語（マカット語）を話していた。小川尚義等の学者はシラヤ族の支族であるとみなした。
台湾の屏東県や花蓮県富里郷に認定された民族。